# متاعب (رواية)
متاعب (بالإنجليزية: Troubles)‏ هي رواية للكاتب البريطاني جي جي فاريل، نشرت عام 1970، لأول مرة عن دار نشر جوناثان كيب.